# ぽこぽこクラブ
ぽこぽこクラブは2013年、鴻上尚史が主宰する「虚構の劇団」所属の三上陽永、杉浦一輝、渡辺芳博の3人が、独自で立ち上げた演劇ユニット。
その後、坂本健と高橋玄太を主要メンバーに加え、現在5人でぽこぽこと活動中の劇団。

## どんな劇団なのか
脚本は公演ごとに三上、杉浦、渡辺の誰かが中心となり、共同で執筆。
誰が中心に執筆するかで、作品の雰囲気は微妙に変化しますが、演出は全て三上が担当している。
三上陽永は若手演出家コンクール2020で最優秀賞を受賞。
一つの価値観や方法論に拘らない、どこまでも自由な演劇で、作風は力強くスピーディ。かと思うとユルい空気だったり、はたまた切なさで苦しくなるほど繊細だったり。人の持つ、喜怒哀楽全ての感情をひっさげて「劇場空間」で「演劇」で演れる事をとことんやっている。また、照明にはコンドルズの坂本明浩が専属としてついており、舞台監督は虚構の劇団で共に切磋琢磨し、近年外部での活躍も著しい大刀祐介。
振付けには、2016年シアタートラムネクストジェネレーション参加、泥棒対策ライト主宰の下司尚実。
音楽には元劇団鹿殺しのオレノグラフィティを迎えており、若い才能とベテランスタッフによる作品創りも、魅力の一つ。
サニーサイド演劇祭最優秀賞、杉並演劇祭審査員特別賞を受賞。若手演出家コンクール最優秀賞受賞。2020杉並演劇祭大賞を受賞。
俳優・演出家の千葉哲也は、ぽこぽこクラブを応援してくれる先輩の一人である。

## 経歴
ぽこぽこクラブvol.0
『ぽこぽこオムニバス』2013年8月21日（水）~8月25日（日） @新宿サニーサイドシアター
- 第20回サニーサイド演劇祭参加作品、最優秀演劇団体賞受賞「未定」
  - 作・演出：ミカミヨウエイ、出演：三上陽永／杉浦一輝／渡辺芳博
- 「ビューティフル」
  - 作・演出：杉浦一輝、出演：末永佳央理／渡辺芳博／他
- 「ムシのイドコロ」
  - 作・演出：渡辺芳博、出演：杉浦一輝／三上陽永／渡辺芳博

ぽこぽこクラブvol.1
『泡の国』2013年12月20日（金）〜22日（日）＠明石スタジオ
- 脚本／ぽこぽこクラブ、出演：杉浦一輝、三上陽永、渡辺芳博、稲嶺もえ、菊池つぐみ、坂本健一、高橋玄太、萬崎宏樹、森田ひかり（虚構の劇団）、松田佳央理、山口輝
  - スタッフ／照明 江花明里、音響 千代延正浩、宣伝美術 斎藤菜月、舞台監督 伊勢谷早紀、企画・製作 ぽこぽこクラブ

ぽこぽこクラブvol.2
『世界と戦う準備はできてるか？』2015年3月25日（水）～29日（日）＠阿佐ヶ谷アルシェ 杉並演劇祭 審査員特別賞受賞
僕は世界での立ち位置を探している。「不」に守られ、怯えながら。
僕は世界での立ち位置を探している。
つっぱるのか!?流されるのか!?僕は世界での立ち位置を探している。
正常と異常の境い目で。
- 脚本/杉浦一輝、脚色・演出/ミカミヨウエイ
  - 出演：三上陽永、杉浦一輝、渡辺芳博、坂本健一、高橋玄太、塩澤葉子、石川杏樹、木村美月(虚構の劇団)
  - スタッフ：音楽/オレノグラフィティ照明/坂本明浩、音響/堀江潤、音響操作/小野川晶、宣伝美術/斎藤菜月、舞台監督/大刀佑介・藤岡文吾、演出助手/田原愛美、制作/吉田千尋(ゲキバカ)、企画・制作/ぽこぽこクラブ

ぽこぽこオムニバスpart2
「ぽこフェス年末総納め〜2016年ぽこぽこクラブは何処へ行く〜」2015年12月1日(火)〜6日(日)＠新宿サニーサイドシアター
- 『お囃子』レギュラー作品
  - 脚本：渡辺芳博、出演：三上陽永、杉浦一輝、渡辺芳博、坂本健、高橋玄太
- 『キリマンジャロ』
  - 脚本：杉浦一輝、出演：渡辺芳博、坂本健、高橋玄太

- Aプログラム：『さよなら、I am …』
  - 脚本：山本夢人(演劇ユニット レッド カンパニー)、出演：三上陽永、杉浦一輝

- Bプログラム：『神様お願い』
  - 脚本：三上陽永、出演：広島綾子 坂本明浩(POPCORN O-Gs) 三上陽永、杉浦一輝

- スペシャルLIVE
  - 1日(火)広島綾子
  - 3日(木)坂本明浩(POPCORN O-Gs)
  - 5日(土)THEパーティー
  - 6日(日)坂本明浩(POPCORN O-Gs)＆三上陽永

- スタッフ
  - 照明：坂本明浩 音響：堀江潤 舞台監督：大刀佑介
  - 制作：吉田千尋 総合演出：三上陽永 宣伝美術：坂本健
  - 企画・製作：ぽこぽこクラブ

ぽこぽこクラブvol.3
『あいつをクビにするか』2016年10月26日（水）〜30日（日）＠花まる学習会王子小劇場
- 三上陽永、杉浦一輝、渡辺芳博、坂本健一、高橋玄太
- ゲスト：伊藤公一、小野寺志織、都倉有加、磯部莉菜子、梅津瑞樹、湯浅くらら、松田佳央理

ぽこフェスオムニバス公演part3
ぽこフェス2017～越えろ、この山チョモランマ～2017年 5月20日～6月11日 ＠HTS下高井戸
- シーズン1
  - マグロ
    - 脚本／渡辺芳博、
    - 出演／都倉有加、森田ひかり、渡辺芳博

  - 僕はスッポン2017
    - 脚本／杉浦一輝＆三上陽永
    - 出演／坂本健、三上陽永、都倉有加

  - 初めまして、山田です
    - 脚本／杉浦一輝
    - 出演／高橋玄太、渡辺芳博
    - シークレットゲスト／磯部莉菜子、梅津瑞樹

- シーズン2
  - 愛しの電気釜
    - 脚本／渡辺芳博
    - 出演／三上陽永、渡辺芳博、都倉有加、森田ひかり
- ムシのイドコロ2017
  - 脚本／渡辺芳博
  - 出演／坂本健、渡辺芳博
- Re.LIFE
  - 脚本／三上陽永
  - 出演／坂本明浩、高橋玄太
  - シークレットゲスト／湯浅くらら

- シーズン3
  - マグロ
    - 脚本／渡辺芳博
    - 出演／都倉有加、森田ひかり、渡辺芳博

  - 空白の二人2017
    - 脚本／杉浦一輝＆三上陽永
    - 出演／杉浦一輝、三上陽永

  - 現世永劫莫殺地獄
    - 脚本／渡辺芳博
    - 出演：高橋玄太、坂本健、都倉有加、梅津瑞樹、森田ひかり、湯浅くらら

ぽこぽこクラブ Vol.4
ストアハウスコレクションNo.11 日韓演劇週間Vol.5
- 『ゲシュタルト崩壊』2017年10月4日（水）～10月8日（日） ＠上野ストアハウス
  - 作：渡辺芳博
  - 演出：三上陽永
  - 出演：杉浦一輝、三上陽永、渡辺芳博、坂本健、高橋玄太、磯部莉菜子、湯浅くらら、細村雄志、都倉有加
  - 照明：坂本明浩
  - 音響：堀江潤
  - 振付：下司尚実
  - 舞台アドバイザー：大刀祐介

ぽこぽこクラブ Vol.5
ストアハウスコレクションNo.13 日韓演劇週間Vol.6 『暴発寸前のジャスティス』2018年9月12日（水）～ 9月16日（日） ＠上野ストアハウス
- 作：渡辺芳博
- 演出：ミカミヨウエイ
- 出演：杉浦一輝、三上陽永、渡辺芳博、坂本健、高橋玄太

- 照明：坂本明浩
- 音響：堀江潤
- 振付：下司尚実舞台アドバイザー：大刀祐介

ぽこぽこクラブ コント公演
『コントだよ！全員集合！その1』2019年5月23日（木～5月26日（日） ＠ステージカフェ下北沢亭
- 作：三上陽永、渡辺芳博
- 演出：三上陽永
- 出演：杉浦一輝、三上陽永、渡辺芳博、坂本健、高橋玄太、都倉有加、磯部莉菜子、坂本明浩
- スペシャルゲスト：小沢道成 佃井皆美 小野川晶 森田ひかり 杉浦パパ
  - 音響：磯田浩一
  - 照明監修：坂本明浩
  - 宣伝美術：坂本健
  - 振付：下司尚実
  - 制作：入江恭平・河野里実・池田風見

- 元号会議
  - 脚本／渡辺芳博
  - 出演／三上陽永、渡辺芳博、杉浦一輝、坂本健、高橋玄太、都倉有加、磯部莉菜子

- それいけ黄門ちゃま！
  - 脚本／渡辺芳博
  - 出演／坂本明浩、渡辺芳博、杉浦一輝、高橋玄太、磯部莉菜子、坂本健

- デッドフォンショッキング
  - 脚本／三上陽永
  - 出演／三上陽永、都倉有加
  - 日替ゲスト／小沢道成 佃井皆美、小野川晶 森田ひかり 杉浦パパ

- 北風小僧の玄太郎～恋愛編～
  - 脚本／渡辺芳博
  - 出演／高橋玄太、杉浦一輝、磯部莉菜子
- ベタコント～エレベーター編～
  - 脚本／三上陽永
  - 出演／都倉有加、磯部莉菜子、三上陽永、渡辺芳博、杉浦一輝、高橋玄太、坂本健
  - 日替ゲスト／小野川晶 森田ひかり
- ベタコント～面接編～
  - 脚本／ 渡辺芳博
  - 出演／高橋玄太、坂本健、都倉有加
- 妄想作家ナベちゃん
  - 脚本／渡辺芳博
  - 出演／三上陽永、渡辺芳博、杉浦一輝、坂本健、高橋玄太、都倉有加、磯部莉菜子
  - 日替ゲスト／小沢道成 佃井皆美、小野川晶 森田ひかり
- ウーババeats
  - 脚本／三上陽永
  - 出演／坂本明浩、坂本健、高橋玄太、磯部莉菜子

- ぽこぽこクラブ物語 ～ロード・オブ・ザ・ぽこリオン～
  - 脚本／三上陽永
  - 出演／三上陽永、渡辺芳博、杉浦一輝、坂本健、高橋玄太、都倉有加、磯部莉菜子
  - 日替ゲスト／小沢道成 佃井皆美、小野川晶 森田ひかり 杉浦パパ

ぽこぽこクラブvol.6
内子町Artist in Residence 『光垂れーる』  2019年11月10日（日）  ＠内子座
1993年、台風13号で壊滅的な被害を受けた御能村は、多くの犠牲者を出し、ほぼ廃村の状態となった...
それから26年が過ぎ、数年ぶりに故郷である御能村を訪れた男は、死んだはずの両親と再会を果たす。
彼がかつて暮らしていた村では「神様」と呼ばれる者が死者を蘇らせ、死者と生者が共に暮らす村となっていた。しかし蘇った死者達は、自分達がなぜ蘇ったのかを問い始める。神様とは一体何者なのか？ 死者達が出した決断とは！？
「生きてるって何だろ？生きてるってな〜に？」
- 脚本/三上陽永
- 脚色/杉浦一輝、渡辺芳博
- 演出/三上陽永
  - 出演：三上陽永 杉浦一輝 渡辺芳博 坂本健 高橋玄太 （ぽこぽこクラブ）、仙井裕子 林幸恵 久保博樹 徳田幸治 西千恵美 庄野梢江 (劇団オーガンス)、三好樹里香 田中まみ 門田優花 安田有里(四国学院大学)、上田真子 上甲成栄 山田せいら 兵頭優子(オーディション)
  - スタッフ
    - 振付/下司尚実
    - 音楽/オレノグラフィティ
    - 照明/坂本明浩
    - 音響/堀江潤
    - 音響操作/宣伝美術/坂本健、庄野梢江

ぽこぽこクラブvol.6
『光垂れーる』2019年11月29日(金）～ 12月8日(日） ＠阿佐ヶ谷アルシェ
- 若手演出コンクール2019 優秀賞受賞
  - 脚本/三上陽永
  - 脚色/杉浦一輝、渡辺芳博
  - 演出/三上陽永

- 出演：三上陽永 杉浦一輝 渡辺芳博 坂本健 高橋玄太、磯部莉菜子 内田敦美 小河智裕 北村海小山あずさ 都倉有加 湯浅くらら 特別出演/柏進
  - スタッフ
    - 振付/下司尚実
    - 音楽/オレノグラフィティ
    - 舞台監督/青木規雄
    - 照明/坂本明浩
    - 音響/堀江潤
    - 音響操作/栗原カオス
    - 宣伝美術/坂本健

ぽこぽこクラブvol. 7
『SHELTER』2020年11月15日(木）～ 11月15日(日） ＠オメガ東京
- 若手演出コンクール2019 優秀賞受賞

誰を守るために
何から逃げるために
その『距離』は生まれたのか…
その『家』は必要だったのか…
久々に家族が揃った事を、
あの人は喜んでいたのかもしれない
- 脚本/杉浦一輝
- 脚色/三上陽永
- 演出/三上陽永
- 出演/三上陽永 杉浦一輝 渡辺芳博 坂本健 高橋玄太(ぽこぽこクラブ)、磯部莉菜子 糸原舞 大沼百合子 管野恵 近藤茶 森田ガンツ
- スタッフ
  - ステージング/下司尚実
  - 音楽/オレノグラフィティ
  - 舞台監督/大刀佑介
  - 照明/坂本明浩音響/若松裕子
  - 音響提供/オレノグラフィティ
  - 宣伝美術/坂本健
  - 制作/入江恭平

ぽこぽこクラブ早春公演
『見てないで降りてこいよ』
2021年11月10日(水）～ 11月14日(日）＠オメガ東京
- 若手演出コンクール2020 最優秀賞受賞
- 脚本・演出/三上陽永

緘黙症(かんもくしょう)を患うナオキ。
隣にはいつも、幼馴染のケンジがいた。
2人はツーピースバンド『ニューノイズ』を結成し、
夢に向かって突き進み始める。
そんな2人に立ち塞がった、どうしようもない現実。『俺はさ、神様なんかじゃないんだよ』
若すぎる青春の果てに、2人が見た残酷であたたかい風景とは...
ぽこぽこクラブ最新作は、ウラニーノ山岸賢介を迎えた音楽劇。
- 出演/山岸賢介（ウラニーノ）三上陽永 都倉有加 渡辺芳博 坂本健
- スタッフ
  - ステージング/下司尚実
  - 楽曲提供/山岸賢介（ウラニーノ）
  - 舞台監督/中西隆雄
  - 照明/坂本明浩
  - 音響/ナガセナイフ
  - 音響提供/オレノグラフィティ
  - 宣伝美術/kiki
  - 制作/池田風見・入江恭平

ぽこぽこクラブvol. 8
『光垂れーる』（脚本・演出：三上陽永、2022年3月3日 - 6日、紀伊國屋ホール）
ぽこぽこクラブ10周年記念公演
『あいつをクビにするか 改訂版』（脚本：三上陽永、演出：千葉哲也、2023年8月17日 - 27日、新宿シアタートップス）